# AaB 89ers 2020
Questa voce raccoglie le informazioni riguardanti gli AaB 89ers nelle competizioni ufficiali della stagione 2020.

## Nationalligaen 2020

### Stagione regolare
| Nærum 8 agosto 2020, ore 15:00 1ª giornata | Søllerød Gold Diggers | 62 – 12 referto | AaB 89ers | Rundforbi Stadion |

| Aalborg 22 agosto 2020, ore 14:00 3ª giornata | AaB 89ers | 56 – 12 referto | Aarhus Tigers | AaB's anlæg |

| Aalborg 30 agosto 2020, ore 14:00 4ª giornata | AaB 89ers | 34 – 26 referto | Triangle Razorbacks | AaB's anlæg |

| Gentofte 5 settembre 2020, ore 14:00 5ª giornata | Copenhagen Towers | 64 – 28 referto | AaB 89ers | Gentofte Sportspark |

### Playoff
| Nærum 26 settembre 2020, ore 15:00 Semifinale | Søllerød Gold Diggers | - – - referto | AaB 89ers | Rundforbi Stadion |

## Statistiche di squadra
| Competizione      | %Vittorie | In casa | In casa | In casa | In casa | In casa | In casa | In trasferta | In trasferta | In trasferta | In trasferta | In trasferta | In trasferta | Totale | Totale | Totale | Totale | Totale | Totale |
| Competizione      | %Vittorie | G       | V       | N       | P       | Pf      | Ps      | G            | V            | N            | P            | Pf           | Ps           | G      | V      | N      | P      | Pf     | Ps     |
| ----------------- | --------- | ------- | ------- | ------- | ------- | ------- | ------- | ------------ | ------------ | ------------ | ------------ | ------------ | ------------ | ------ | ------ | ------ | ------ | ------ | ------ |
| Stagione regolare | .500      | 2       | 2       | 0       | 0       | 90      | 38      | 2            | 0            | 0            | 2            | 40           | 126          | 4      | 2      | 0      | 2      | 130    | 164    |
| Totale            | .500      | 2       | 2       | 0       | 0       | 90      | 38      | 2            | 0            | 0            | 2            | 40           | 126          | 4      | 2      | 0      | 2      | 130    | 164    |